# Abdelkader Hachani
Abdelkader Hachani (1956 - Alger, 22 de novembre de 1999). Polític i enginyer petroquímic algerià, dirigent del Front Islàmic de Salvació després de la il·legalització d'aquest el 1992, era considerat un islamista no radical, vinculat també al nacionalisme algerià. Va mantenir les converses amb el govern d'Abdelaziz Buteflika que va portar a la treva de la lluita armada per part de l'Exèrcit Islàmic de Salvació, braç armat del FIS. Va ser assassinat a Alger, previsiblement per membres del Grup Islàmic Armat encara que el Moviment Algerià d'Oficials Lliures va atribuir l'assassinat a membres de l'exèrcit.